# Pakantan Lombang
Pakantan Lombang is een bestuurslaag in het regentschap Mandailing Natal van de provincie Noord-Sumatra, Indonesië. Pakantan Lombang telt 479 inwoners (volkstelling 2010).